# Le Petit-Pressigny
Le Petit-Pressigny település Franciaországban, Indre-et-Loire megyében. Lakosainak száma 307 fő (2022. január 1.). Le Petit-Pressigny Boussay, La Celle-Guenand, Charnizay, Chaumussay, Le Grand-Pressigny és Preuilly-sur-Claise községekkel határos.

## Népesség
A település népességének változása:
| Lakosok száma | 624  | 445  | 394  | 326  | 329  | 332  | 336  | 338  | 328  | 307  |
|               | 1968 | 1982 | 1990 | 2006 | 2013 | 2015 | 2017 | 2019 | 2020 | 2022 |